# Старолук'янівка
Старолук'я́нівка —  село в Україні, в Костянтинівській сільській громаді Каховського району Херсонської області. Населення становить 261 осіб. Ферма. Артезіанська свердловина. 24 лютого 2022 року село тимчасово окуповане російськими військами під час російсько-української війни.

## Населення
Згідно з переписом УРСР 1989 року чисельність наявного населення села становила 282 особи, з яких 147 чоловіків та 135 жінок.
За переписом населення України 2001 року в селі мешкали 262 особи.

### Мова
Розподіл населення за рідною мовою за даними перепису 2001 року:
| Мова       | Відсоток |
| ---------- | -------- |
| українська | 92,72 %  |
| російська  | 7,28 %   |